# Смоляков Леонід Якович
Леонід Якович Смоляков (рос. Леонид Яковлевич Смоляков) (24 червня 1942) — російський дипломат. Надзвичайний та Повноважний Посол Російської Федерації в Україні (1992—1996).

## Життєпис
Народився 24 червня 1942 року. Закінчив Київський політехнічний інститут (1965), Аспірантуру Всесоюзного заочного політехнічного інституту (1971), Доктор філософських наук (1986), Професор Академії суспільних наук при ЦК КПРС (1987—1991).
З 1965 по 1968 — інженер в київському інституті «Променергопроект»
З 1968 — працював в Київському обласному комітеті ЛКСМУ, завідував лекторською групою.
З 1971 — працював у Вищій партійні школі при ЦК КПУ: старший викладач, доцент, професор.
З 1987 — працював у Москві, професор Академії суспільних наук при ЦК КПРС.
З 1991 — працював у Міністерстві іноземних справ Російської Федерації.
З 07.11.1991 по 14.02.1992 — Повноважний представник Російської Федерації в Україні.
З 14 лютого 1992 по 24 травня 1996 — перший Надзвичайний і Повноважний Посол Російської Федерації в Україні.
З травня 1996 — Посол з особливих доручень МІД РФ.
У 1997 — віцепрезидент із зовнішніх зв'язків ФПГ «Нафтохімпром».
У 1999 — заступник директора Представництва ВАТ «Газпром» в Україні, заступник начальника Управління співробітництва з міжнародних проєктів Адміністрації ВАТ «Газпром».
З 2000 по 2002 — віцепрезидент із міжнародного співробітництва ВАТ «Сибірсько-Уральська нафтогазохімічна компанія» (АК «Сибур»).
З 2002 по 2003 — заступник генерального директора по експорту ЗАТ «Автотор»
З 2003 по 2004 — директор по управлінню проєктам ЗАТ «Ренова».
З 2004 по 2005 — заступник Голови Уряду Республіки Калмикія.